# Luzonica luzonica
Luzonica luzonica är en insektsart som beskrevs av Willemse, C. 1933. Luzonica luzonica ingår i släktet Luzonica och familjen gräshoppor. Inga underarter finns listade i Catalogue of Life.